# Lugelele
Lugelele ist ein Verwaltungsbezirk (Ward) des Distriktes Mbarali in der tansanischen Region Mbeya.

## Geografie
Lugelele liegt im Südwesten von Tansania. Es grenzt an die Bezirke Rujewa, Mapogoro der Region Mbeya und im Süden an den Distrikt Wanging'ombe in der Region Njombe. Lugelele hat eine Fläche von 194,9 Quadratkilometern und bei der Volkszählung 2022 lebten hier 15.810 Menschen in 4358 Haushalten.

## Gliederung
Der Bezirk besteht aus folgenden Ortsteilen (Kitongoji):
- Lugelele
- Relini
- Igomakinga
- Barabarani
- Parish
- Hali ya Hewa
- Mlomboji
- Mdagala
- Maselemo
- Mdandu
- Temeke
- Sangu
- Faru
- Nyuki
- Nyanyanjo
- Kamficheni
- Mjimwema
- Kanisani
- Kiloleni
- Mpunga
- Mbigili
- Ihumbi
- Mahango
- Majengo
- Lyamnyonge
- Mpanga
- Chalihumbi
- Idope
- Nyawanga
- Ihefu
- Maduli
- Kanioga A
- Kanioga B
- Mapogoro A
- Mapogoro B
- Udumuka
- Arusha
- Mwanza

## Wirtschaft und Infrastruktur
- Landwirtschaft: Etwa 1300 Landwirte bauen überwiegend Reis, Mais, Sonnenblumen, Hirse, Süßkartoffeln, Bohnen, Erdnüsse, Tomaten und Zwiebeln an. Als Nutztiere werden vor allem Rinder und Ziegen gehalten.[2]
- Bildung: Im Distrikt befinden sich vier Grundschulen und zwei weiterführende Schulen.[2] Die weiterführende Schule in Igomelo ist eine 2008 eröffnete staatliche Tagesschule, die Jugendliche bis zur 4. Stufe ausbildet.[6] Die 2015 eröffnete Mbarali Riverside Secondary School ist eine Privatschule für Tagesschüler und Internatsschüler.[7]
- Gesundheit: In Igawa befindet sich eine Apotheke, die unter anderem ambulante Dienste für Malaria-Diagnose und -Erstbehandlung, HIV-Pflege und -Behandlung und Mutter-Kind-Pflege anbietet.[8]
- Straße: Durch den Bezirk verläuft die Nationalstraße T1, die die Regionshauptstadt Mbeya im Westen mit Daressalam an der Küste des Indischen Ozeans verbindet.[9]